# وسلی تیلور
وسلی تیلور (انگلیسی: Wesley Taylor؛ زادهٔ ۱۳ اوت ۱۹۸۶) نویسنده و بازیگر تئاتر اهل کشور ایالات متحده آمریکا است. وی از سال ۲۰۰۸ میلادی تاکنون مشغول فعالیت بوده‌است.